# Zhang Peimeng
Zhang Peimeng, född 13 mars 1987, är en friidrottare från Kina. Han deltog vid olympiska sommarspelen 2008, olympiska sommarspelen 2012 och olympiska sommarspelen 2016.